# Denkmalschutzgesetz des Landes Sachsen-Anhalt
Das Denkmalschutzgesetz des Landes Sachsen-Anhalt in der Fassung vom 21. Oktober 1991 ist die Grundlage des Denkmalrechts im Bundesland Sachsen-Anhalt. Es ist eines der Denkmalschutzgesetze in Deutschland.
Im Denkmalschutzgesetz des Landes Sachsen-Anhalt sind der Denkmalbegriff und die Schutzgründe definiert und der Schutz und die Pflege  von Kulturdenkmalen verankert.

## Definition von Kulturdenkmalen
Grundsätzlich ist ein Kulturdenkmal ein gegenständliches Zeugnis menschlichen Lebens, das einer vergangenen Epoche entstammt, und das wegen dessen besonderer historischer Bedeutung für die Öffentlichkeit bzw. Allgemeinheit erhalten werden soll. Der Begriff des Kulturdenkmals ist dabei im Denkmalschutzgesetz der Oberbegriff für die verschiedenen Arten von Denkmalen, die im § 2 Abs. 2 DenkmSchG LSA genauer definiert werden.

### Baudenkmale
Baudenkmale sind bauliche Anlagen oder Teile davon, etwa Gebäude und andere Bauwerke aber auch Garten-, Park- oder Friedhofsanlagen und andere Bestandteile der Landschaft, die durch menschlichen Einfluss verändert wurden. Das Inventar (Ausstattung, Zubehör) dieser Kulturdenkmale ist denkmalrechtlich wie diese zu behandeln.

### Denkmalbereiche
Denkmalbereiche sind Kulturdenkmale, die aus mehreren baulichen Anlagen bestehen, etwa Baugruppen, Ensembles oder Gesamtanlagen. Altstädte werden etwa typischerweise als Denkmalbereich geschützt. Unter den Begriff fallen auch Stadtgrundrisse und -silhouetten, Ortsbilder, Siedlungen, Straßenzüge und weiteres.

### Archäologische Kulturdenkmale
Unter diesem Oberbegriff werden alle archäologisch bedeutenden Reste von Gegenständen, Bauwerken und Lebewesen, die sich im Moor, im Wasser oder im Boden erhalten haben, verstanden, beispielsweise: Gräberfelder, Produktionsstätten, Befestigungsanlagen aber auch paläontologische Denkmäler.

### Archäologische Flächendenkmale
Archäologische Flächendenkmale sind Areale, in denen ein flächenhafter Zusammenhang von mehreren archäologischen Kulturdenkmalen besteht.

### Bewegliche Kulturdenkmale
Bewegliche Kulturdenkmale und Bodenfunde sind beispielsweise Gefäße, Schmuck, Werkzeuge oder Waffen aber auch Maschinen und Verkehrsmittel, etwa die Schnellzugdampflokomotive DR 18 201.

### Kleindenkmale
Meilensteine, Obelisken, Steinkreuze, Grenzsteine und ähnliche Objekte können Kleindenkmale sein.

## Behörden und ihre Aufgaben

### Oberste Denkmalbehörde
Oberste Denkmalbehörde ist die Staatskanzlei Sachsen-Anhalt. Sie übt die Fachaufsicht über die obere Denkmalschutzbehörde aus. Die oberste Denkmalbehörde kann in Absprache mit dem Denkmalfachamt einen Denkmalrat einberufen. Dieser ist berechtigt, bei Grundsatzentscheidungen Empfehlungen auszusprechen.
Weiterhin kann die oberste Denkmalbehörde eingetragenen Vereinen oder anderen juristischen Personen, sofern diese eine zuverlässige Ausführung garantieren, eine Genehmigung erteilen, Aufgaben im Denkmalbereich auszuführen.

### Obere Denkmalschutzbehörde
Die obere Denkmalschutzbehörde ist das Landesverwaltungsamt Sachsen-Anhalt. Es übt die Fachaufsicht über die unteren Denkmalschutzbehörden aus. Außerdem entscheidet es als Genehmigungsbehörde über die Zerstörung von Kulturdenkmalen.

### Untere Denkmalschutzbehörden
Städte und Gemeinden, die die Aufgaben der unteren Bauaufsichtsbehörden ausüben, sowie Landkreise und kreisfreie Städte nehmen die Funktion der unteren Denkmalschutzbehörden wahr.
Kirchenbauämter und Kulturstiftungen können auf Antrag bei der obersten Denkmalschutzbehörde die Funktion der unteren Denkmalschutzbehörde, für die von ihnen betreuten Objekte, wahrnehmen. Diese Möglichkeit haben das Bistum Magdeburg, die Kulturstiftung Sachsen-Anhalt und die Kulturstiftung Dessau-Wörlitz wahrgenommen.
Insgesamt existieren damit in Sachsen-Anhalt 22 untere Denkmalschutzbehörden.
Die unteren Denkmalschutzbehörden können in Absprache mit dem Denkmalfachamt ehrenamtliche Mitarbeiter einsetzen.

### Denkmalfachamt
Bis zum 1. Januar 2004 existierte in Sachsen-Anhalt ein für die Baudenkmalpflege zuständiges Fachamt, das Landesamt für Denkmalpflege, und eines für die archäologische Denkmalpflege. Letzteres war bereits 1997 mit dem Landesmuseum für Vorgeschichte in Halle zusammengelegt worden. All diese Einrichtungen bilden nun gemeinsam das Denkmalfachamt unter dem Namen Landesamt für Denkmalpflege und Archäologie (Landesmuseum für Vorgeschichte). Es untersteht direkt dem Kultusministerium.
Die Aufgaben des Denkmalfachamtes sind unter anderem das Erstellen und Führen eines Denkmalverzeichnisses sowie das Erstellen von Gutachten und Stellungnahmen. Weiterhin organisiert das Denkmalfachamt Ausgrabungen und ist für Restaurierungs- und Konservierungsmaßnahmen verantwortlich. Zusätzliche Aufgaben werden im Gesetzestext erläutert.
Das Denkmalfachamt ist in fünf Abteilungen gegliedert: Verwaltung; Bau-/Kunstdenkmalpflege; übergreifende Fachdienste in Archiven, Bibliotheken und Sammlungen; Bodendenkmalpflege; Landesmuseum.

## Schutz und Erhaltung

### Erhaltungspflicht
Eigentümer, Besitzer und Verantwortliche für Kulturdenkmale sind verpflichtet, die Denkmale nach den anerkannten Grundsätzen der Denkmalpflege zu erhalten, zu pflegen, in Stand zu setzen und zu schützen. Weiterhin soll die Zugänglichkeit der Kulturdenkmale für die Öffentlichkeit soweit zumutbar gewährleistet werden.

### Genehmigungspflichtige Maßnahmen
Um das Erhaltungsziel sicherzustellen, dürfen alle Bau- und Veränderungsmaßnahmen nur dann ausgeführt werden sie von der zuständigen Denkmalbehörde vorher genehmigt wurden. Darin kommt der präventive Charakter des Denkmalschutzgesetzes zum Ausdruck. Genehmigungspflichtige Maßnahmen sind so unter anderem Instandsetzungen, Umgestaltungen oder Veränderungen am Kulturdenkmal sowie Nutzungsänderungen, die Entfernung vom Standort und die Zerstörung des Denkmals.
Weiterhin müssen Erd- und Bauarbeiten in Gebieten, in denen mit Kulturdenkmalen zu rechnen ist, genehmigt werden. Auch Nachforschungen nach solchen Kulturdenkmalen bedürfen einer Genehmigung.
Eine Genehmigung verliert drei Jahren nach dem Ausstelldatum ihre Gültigkeit, wenn innerhalb dieser Frist von ihr kein Gebrauch gemacht wurde.

### Schatzregal und Ablieferungspflicht
Sachsen-Anhalt gehört zu den Ländern, die ein Schatzregal im Denkmalschutzgesetz festgeschrieben haben: Funde, die bei staatlichen Nachforschungen (Grabungen) geborgen werden, sowie Funde aus so genannten Grabungsschutzgebieten sind Eigentum des Staates, wenn sie gefunden werden. Dasselbe gilt für Funde von besonderem Wert. Die zuständige Behörde kann bis sechs Monate nach der Entdeckung Anspruch auf den Fund erheben. Allerdings wird dem Finder, gemessen am Wert des Fundes, eine Belohnung ausgezahlt.

### Denkmalverzeichnis
Das Denkmalverzeichnis beruht auf dem nachrichtlichen Prinzip, d. h., dass der Schutz der Denkmale rechtlich bereits durch das Gesetz besteht und eine Eintragung in das Verzeichnis für den Denkmalschutz nicht die notwendige Voraussetzung ist. Das Denkmalfachamt erstellt separate Listen für die bekannten Denkmale der Bau- und Kunstdenkmalpflege, bewegliche Kulturdenkmale, archäologische Kulturdenkmale und Grabungsschutzgebiete. Die Listen können von jedem eingesehen werden. Eine Ausnahme bildet hier die Liste der beweglichen Kulturdenkmale. Diese darf nur von den Eigentümern oder anderen Berechtigten eingesehen werden.